# Michele Zaza
 Michele Zaza (* 7. November 1948 in Molfetta) ist ein italienischer Fotograf und Installationskünstler.

## Leben
Michele Zaza wurde 1948 in Molfetta, Apulien geboren. Nach dem Besuch der Kunstschule in Bari zog er nach Mailand und studierte bis 1971 an der Accademia di Belle Arti di Brera Bildhauerei bei Marino Marini.

“La fotografia ha un ruolo strumentale. Essa è  un mezzo efficace e fedele per visualizzare le mie domande sull’esistenza umana. E’ un reportage della mia rivolta personale. La fotografia mi permette di manifestare i miei desideri.”

„Fotografie spielt für mich eine entscheidende Rolle. Sie ist ein wirksames und zuverlässiges Mittel, um meine, die menschliche Existenz betreffenden Fragen zu visualisieren und sie ist eine Dokumentation meines persönlichen Freiheitskampfs. Die Fotografie ermöglicht mir, meinen Wünschen Form zu verleihen.“

In seinen Installationen wird eine Atmosphäre geschaffen, bei der Elemente aus dem alltäglichen Leben zu Symbolen werden.
Oft zeigt er auf seinen Fotografien Gesichter. Egal ob männlich oder weiblich, sind sie in den Farben von Himmel und Erde in braun, blau und weiß bemalt.
Für Zaza ist Fotografie nicht „Zeugnis einer objektiven Realität, sondern eine Schöpfung der Wirklichkeit“. Michele Zaza nennt sich selbst gerne „der Denker der Bilder“.

## Ausstellungen (Auswahl)

### Einzelausstellungen
- 2013 Il risveglio del paesaggio, Galerie Giorgio Persano, Turin[6][7][8]
- 2012 The Space Of A Breath, De Primi Fine Art, Lugano
- 2010 Apparizione cosmica, Allegretti Arte Contemporanea, Turin
- 2005 Rivelazione segreta – La Nuova Pesa, Centro per l’Arte Contemporanea, Rom
- 2003 Michele Zaza – Photographier mon corps comme il n'est pas, travaux 1972–2002, Musée d’art moderne et contemporain (Genf), Genf
- 1980 Michele Zaza, Leo Castelli Gallery, New York City

### Gruppenausstellungen
- 2012 Scatola Nera, Allegretti Arte Contemporanea, Turin
- 2010 Il linguaggio fotografico associato al progetto, Galleria L'Elefante, Treviso
- 2007 Michele Zaza und Jannis Kounellis in der chiesa del luogo Pio in Livorno[9]
- 2007 Ossessioni – Sabrina Raffaghello, Arte Contemporanea, Alessandria
- 1991 Michele Zaza, Jochen Gerz, Raymond Hains, Keiichi Tahara– Passages, Centre d'Art Contemporain, Troyes
- 1983 Kunst mit Photographie – Die Sammlung Dr. Rolf H. Krauss, Neue Nationalgalerie, Berlin
- 1982 documenta 7, Kassel
- 1980 Biennale di Venezia, Venedig
- 1979 Photography as Art / Art as Photography, Institute of Contemporary Arts, London
- 1977 Biennale von São Paulo, São Paulo
- 1977 lavori fotografici, Galleria Bonomo, Bari
- 1977 documenta 6, Kassel
- 1975 Biennale von Paris, Paris